# エルモア
エルモア（Ellemoi）は、カミ商事株式会社が製造する、ティッシュペーパー・トイレットペーパー等のブランド。カミ商事の登録商標である。

## 商品の特徴
「エルモア」ブランドの商品は、ティシュー・トイレットペーパーのほかにも、キッチンタオル・クッキングペーパー・紙おむつ・ウェットティシュー・マスクと様々である。ティシューペーパーは100パーセントのパルプを使用しており、カミ商事が提唱する「紙のリサイクル」と「環境との共生」という行動基準の下、環境を意識した製造法を貫いている。

## ブランド名の由来
「エルモア」という商品名は、フランス語で「彼女」という意味の「エル=elle」、「私」という意味の「モア=moi」を組み合わせた造語であり、「彼女と私」という意味である。